# Austrått
Austrått (norsky Austråttborgen) je panské sídlo v obci Ørland v okrese Trøndelag v Norsku. Od 10. století byl Austrått sídlem mnoha šlechticů a úředníků, přičemž někteří z nich hráli významnou roli v norské historii. V historických záznamech je název Austrått zapisován také jako Østråt, Østeraat, Østeraad, Austaat a Austråt.
Současná podoba zámku pochází z doby, kdy byl ve vlastnictví kancléře Ove Bjelkeho, pro něhož byla stavba přestavěna kolem roku 1656. Zámek v roce 1916 vyhořel, rekonstrukce byla zahájena ve dvacátých letech a dokončena roku 1961. Panské sídlo bylo dříve z majetkového pohledu součástí pozemku, dnes je samostatnou nemovitostí. Zámek vlastní norský stát, spravuje jej Nordenfjeldske Kunstindustrimuseum v Trondheimu. Zámek je pro veřejnost otevřen od června do srpna.
Předpokládá se, že název Austrått pochází ze starých norských pojmů pro východ (austr) a směr (átt), jednou z možných interpretací názvu je východní mez.